# A pesar de todo
A pesar de todo fue una telenovela cubana producida en el año 2000.
- Año de producción:2000
- País:Cuba
- Idioma:Español
- Dirección:Eduardo Moya
- Idea Original:Maité Vera

## Trama
Narra la historia de tres amigas, que una vez rotas las barreras externas e internas que les obstaculizan la plena realización profesional, se plantean recomenzar sus vidas a la edad en que las mujeres ya están acostumbradas al hastío.

## Actores
- Miriam Mier
- María Teresa Pina
- Zelma Morales
- Rubén Breña
- Mario Balmaseda
- Rogelio Blaín
- Patricio Word
- Violeta Rodriguez
- Maria Karla Fernández
- Aaron Vega
- Hector Echemendia
- Giovanny Carmona
- Nilda Collado
- Natacha Díaz
- Hugo Reyes Rodríguez
- Jorge Enrique Caballero